# يان يان تشان
يان يان تشان (بالبورمية: ရန်ရန်ချမ်း)‏ هو مغني ميانماري، ولد في 5 ديسمبر 1979.